# Парламентские выборы в Британском Гондурасе (1969)
Парламентские выборы в Британском Гондурасе прошли 5 декабря 1969 года. На них избиралось 18 членов законодательного собрания. Кроме этого, ещё 5 членов назначались губернатором, а два были должностными лицами. В результате правящая Народная объединённая партия получила 17 избираемых мест парламента. Оппозиционная Партия национальной независимости получила лишь одно место, которое сохранил лидер партии Филипп Голдсон.

## Результаты
| Партия                               | Голоса | %     | Места |
| ------------------------------------ | ------ | ----- | ----- |
| Народная объединённая партия         | 12 888 | 58,85 | 17    |
| Партия национальной независимости    | 8910   | 40,68 | 1     |
| Независимые                          | 102    | 0,47  | 0     |
| Недействительных/пустых бюллетеней   | 477    | -     | -     |
| Всего                                | 22 377 | 100   | 18    |
| Зарегистрированных избирателей/ Явка | 29 823 | 75,0  | -     |